# シリアス・サム3: BFE
『シリアス・サム3:BFE』(Serious Sam 3: BFE)はクロアチアに拠点を置くインディー開発スタジオのCroteamが開発し、Devolver Digitalが発売したファーストパーソン・シューティングゲーム。シリアス・サムシリーズ初作『Serious Sam: The First Encounter』の前日譚の物語が展開される本作はFirst Encounterで言及されたメンタル(Mental)の地球侵略の最中の22世紀のエジプトが舞台となる。キャンペーンのシングルプレイの他にオンラインでの16人対戦や画面4分割でのキャンペーン協力モードが搭載されている。本作は最初にMicrosoft Windows向けに2011年11月22日に発売された 。OS Xのサポートもそれから程なくして行われ、2012年4月23日に発売された 。多くのリクエストを受けた後本作のLinux版の制作が始められ、最初のLinux関連のアップデートはゲームの専用サーバーの移植だった 。しかし、ゲーム自体はValve Corporationが「Steam for Linux(Linux用Steam)」のベータ版をオープンした翌日の2012年12月20日に発売された。日本では株式会社ズーがMicrosoft Windows向けの日本語版を2012年3月30日に発売した(2018年3月時点で販売は終了している)。

## ゲームプレイ
本作においては、シリーズの過去作のように開けた場所で敵の大群と戦う場面もあるが、特に初期ステージにおいて過去作と比べて狭い環境で戦うことが増える。また、離れた場所からプレイヤーを攻撃する敵の数も増加している。
プレイヤーはミニガン、ロケットランチャー、アサルトライフル及びキャノン砲などの武器を制限なく持ち運べる。武器は合計で13種類存在しその内の5つは手動でリロードが可能である。シリーズ初作の近接武器のナイフとチェーンソーは今作では登場せず、三種類の方法で攻撃できるスレッジハンマー(垂直振り下ろし、180度(半周)振り回し、360度(一周)振り回し)に置き換えられた。
体力は自動回復しないため、各ステージに散在する回復アイテムとパワーアップアイテムのアーマーをプレイヤーは拾って回復・強化を行う。加えて、過去作と同じように各ステージにはシークレットエリアが数多くあり、そこには回復アイテム、アーマー、弾薬が配置されている。一部のシークレットエリアでは後々のステージで登場する武器を先行して入手できる他、レーザーガンやスナイパーライフルなどの一部の武器の弾薬は実際はシークレットエリアのみで入手でき、通常プレイでは見つけることができない。 特段の謎解きはないが、プレイヤーはゲームを進めるために鍵を探したりレバーを引いたりしなければならない。
過去作に登場した首なしカミカゼ(Beheaded Kamikaze)、首なしロケット射手(Beheaded Rocketeer)、クレアスケルトン(Kleer Skeleton)などの敵は本作にも登場する。クヌム(Khnum)やスクラップジャック(Scrapjack)(それぞれDoomのヘルナイトとマンキュバスに類似)及びQuakeシリーズのStroggを連想させるクローン兵などが新たな敵として登場する。カミカゼはシリアスサム2のデザインからオリジナルのデザインに戻っている。グナール(Gnaar)のデザインはオリジナルのゲームから大きく変更されており、より大きくなり、形状が変わり過去作の二足歩行から四足歩行になっている
本作はスプリント(ダッシュ)やアイアンサイトなどの新たなゲームプレイの仕組みを採用している。ダッシュできる大半のFPSゲームとは異なり、好きなだけ走ることができるようになっているが、走っている間は攻撃ができない。ピストルとアサルトライフルではアイアンサイトを覗き込んで狙うと僅かに射撃精度を向上できるが、アイアンサイトを覗いている時は動きが遅くなるので接近戦での利用は実用的ではなくなっている。プレイヤーは敵を素手で殺したり蹴ったりして武器の弾薬を節約することができる。例えばグナールの目玉は剥ぎ取ることができ、アンタレス蜘蛛(Antaresian Spider)の外皮を破壊できる。

## プロット
本作はシリーズ第一作『Serious Sam: The First Encounter』の前日譚であり、サムが過去へとタイムトラベルする前の地球での出来事を描いている。西暦2060年よりも前、人類は、メンタルによって絶滅したと長らく考えられてきたシリウス星の有名な種族シリアンが古代に置き去りにしていたアーティファクトと遺跡を次第に見つけ始めた。不幸にもメンタルが今度は地球へと関心を向け、彼は地球を攻撃するために果てしない大群を積載した宇宙艦隊を送り、3年に渡る戦いの末、人類は絶滅の瀬戸際に追いやられた。最後の努力として、生存者は次元間のポータルを通じて1人の人間をタイムトラベルさせることができると思われる最近採掘されたデバイス「タイムロック(Time-Lock)」を頼った。それを通して人間が重要な時点に到達し、過去の出来事を変えることができた。 しかし、デバイスは休止状態のままであったので、彼らは最初に起動させる手段を見つけなければならなかった。
地球防衛軍のサム・「シリアス」・ストーン(Sam "Serious" Stone)はアルファチームの兵士の分隊と共にメンタルのエイリアン軍が占拠する現代のエジプトへと派遣された。彼らの元の任務は偵察、タイムロックを起動する方法が含まれていると考えられている象形文字の写真を持っている科学者スタイン博士を護衛しているブラボーチームとの合流及び彼らの回収だった。だが、サムが乗っていたヘリが撃墜され、両チームはすぐに全滅した。それでも、博物館に落ちていたスタインの携帯電話から象形文字の写真を回収することに成功し、本部へそれを送信した。象形文字を解読したところグレイトピラミッドの下に存在するシリアンの秘密チェンバーを示していた。サムは敵と戦いながらスフィンクスの下のトンネルまで進み、ピラミッドへと降りていった。彼は秘密のチェンバーを発見し、さらに重要な情報と、地球の最後のシリアンであったかもしれない遺体からブレスレット型のデバイスを回収した。
タイムロックを起動するために、休止中の非常に強力なプラズマエネルギー生成器を2機作動させる必要があった。チャーリーチームのヘルファイアの移動支援を受けたサムは時間がかかりながらも両方を稼働させた。チャーリーチームがタイムロックへ入る予定であり、任務から解放されたサムはカイロからヘリで回収されていたが再びヘリが撃ち落とされヌビアの失われた遺跡へ向かって逃げることを余儀なくされた。更に墳墓を横切り、サムはチャーリーチームのメンバーの死体とまだ生きている通信回線を見つけた。彼はその通信回線を使い地球防衛軍へと連絡をとったが、通信を受けたヘルファイアはサムが未だに生きていることに驚いていた。サムはヘルファイアに何が起こっているのか聞き、彼女は本部がメンタルの軍勢の襲撃を受け、クインは殺されチャーリーチームは壊滅し彼女しか生き残っていないことをサムに伝えた。サムに対しどこか安全な場所を探すよう促し、誰かが生きていたら彼らがサムを見つけると伝えるヘルファイアをグナールが背後から奇襲し、彼女を殺害したために人類滅亡は決定的となった。グナールはその後ヘルファイアの通信回線を取り、全て終わりメンタルが勝利したとサムに伝えた。シリアンが始めたことを終わらせると決め、サムはメンタル軍の最後の1人まで宇宙から排除することを誓った。サムは今や正式に地球上で最後の人間となり、何をする必要があるのかを知った彼は自分がタイムロックを使い過去に行き、メンタルが現在の人類を破壊できるようになる前に彼を殺すことを計画した。サムはその後タイムロックがあるハトシェプスト・テンプル(Hatshepsut Temple)へと向かった。
目的地までの戦いはサムが『First Encounter』の悪名高いウグザンIII(Ugh-Zan III)の最新の化身のウグザンⅣ(Ugh-Zan IV)を殺したことで終わった。ウグザンⅣが死んだ後タイムロックは起動し、シリアンが絶滅した時代の紀元前3000年へと通じる次元間ポータルが現れた。サムはその後スタインの電話でメンタルへと電話をかけたが、応答したのはメンタルの娘ジュディだった。サムはジュディにサムが彼と「遊び」に来るとのメッセージを彼女の父親に伝えるよう頼み、「遊び」は彼を殺すことだと伝えた。この返答に驚いたジュディは「本気なの？(Are you serious？)」と尋ねるとサムははっきりと「まあな、そういうことだ（Why yes, as a matter of fact, I AM）」と答えた。突然、彼は月が地球の大気圏内に急速に落下していることに気づき、何が起きようとしているのか理解したサムはタイムロックへと走りもう一度メンタルを脅した後ポータルへとジャンプした。月が地球に衝突し、地球が破壊され本作は終了する。

## コピー防止
本作はコピー防止システムの一部としてSteamworks DRMを搭載している。ゲームコードが認証を受けていないコピーと考えられるものを検知すれば、高速で動き近接攻撃や2つのチェーンガンで遠距離攻撃を行う無敵のarachnoidがゲーム中に現れる。これはゲームの難易度を劇的に向上させ、最終的にプレイヤーが更にゲーム進めることを抑止する。この無敵のarachnoidは「DRM Scorpion(サソリDRM)」としても知られる。
無敵のarachnoidプロテクトを回避された場合でも別のプロテクトが存在する。ゲーム途中のエイリアンとの戦闘の最中に、視点が上空へと永久固定され、プレイヤーが敵を狙えないようにしている。

## マーケティングと販売

### インディーゲーム
シリアスサム3 BFEの発売前にインディーゲーム3作が開発中であることが発表され、3作全てがシリアスサム3より前に発売された。
- 『Serious Sam Double D』 - 横スクロールのプラットフォームゲーム。同時に複数の武器を扱うことができる。
- 『Serious Sam: Kamikaze Attack! 』- AndroidとiOS向けの2Dゲーム。 プレイヤーはカミカゼに指示してコントロールすることができる
- 『Serious Sam: The Random Encounter』 - 簡素化されたグラフィックでのアクションロールプレイングゲーム

### ゴールドエディション
シリアスサム3：BFEゴールドエディションは以下を含む:
- 本編
- 拡張パック「ナイルの宝石」
- ボーナスパックは以下で構成される:
  - Damjan MravunacとFilip Brtanが作曲したゲームのオリジナルサウンドトラック(AAC、FLAC及びWMA形式で)
  - 「首なしカミカゼ」マルチプレイヤーモデル用の「首なしカミカゼのブレット・サンダーソン」スキン
  - シングルプレイヤーの武器、AS-24「デバステーター」用のスナイパースコープ
  - ゲームのメイキング映像 (クロアチア語で英語字幕)
  - 42ページのデジタルカラーアートワークアルバム
  - ゲームのボックスアートのデジタルコピー
  - ゲームポスターの高解像度画像
  - ゲーム予告編の高解像度版

### 予約
シリアスサム3の予約注文者はDevolver Digitalのフォーク・パーカーCFOのモデルをゲームのマルチプレイヤーモードで使えるようになった。 加えて、「Serious Deluxe Edition」の先行予約注文者はゴールドエディションとフォーク・パーカーのモデル、フォーク・パーカーの黄金スキン、シリアスサムのモデル及び『Serious Sam Classic: The First Encounter』と『Serious Sam Classic: The Second Encounter』を受け取った。Deluxeの予約注文者全員に2014年後半にSteamの早期アクセスとして発売された『Serious Sam Classics: Revolution』のコピーがプレゼントされた。

## ダウンロードコンテンツ
ダウンロードコンテンツパック『Jewel of the Nile(ナイルの宝石)』 が2012年10月16日にPCとMac版向けに発売された 。このDLCは新たなシングルプレイヤーキャンペーンとマルチプレイヤーの競争ゲームモードの他、新実績も含まれていた。ナイルの宝石は2012年10月17日に本編と共にXbox 360向けに発売された。

## VR移植
本作のバーチャルリアリティ（VR）版『Serious Sam 3 VR』が2017年11月9日に発売された。

## 評価
シリアスサム3は多くの肯定的なレビューを獲得した。 Eurogamerは10点中7点と評価し、『デューク ニューケム フォーエバー』が提供しなかったことを賞賛したが、シリーズの過去作と比べて作品のゲームプレイの冗長性を批判した。Game Informerは本作を7.75点と評価し、ゲームのグラフィックとヘヴィメタルスコア及びオリジナルのコンセプトに忠実であることを賞賛した。Destructoidは8.5点と評価した 。レビュー集計サイトのMetacriticは53レビューに基づき本作を100点中72点とした。GameRankingsは37レビューに基づき本作のスコアを75.61%とした。